# Volksbank Kleverland
Die Volksbank Kleverland eG ist eine deutsche Genossenschaftsbank mit Sitz in der nordrhein-westfälischen Kreisstadt Kleve im Kreis Kleve.

## Geschichte
Es waren 23 Männer aus Hasselt, die am 25. Oktober 1895 den ersten Spar- und Darlehenskassenverein als Vorgänger der heutigen Volksbank Kleverland eG gründeten. Es folgten wenige Wochen später Neugründungen in Keeken und Griethausen. Das Vorbild all dieser Gründungen war Friedrich Wilhelm Raiffeisen. An die 1897 in Warbeyen gegründete Spar- und Darlehenskasse war ein Warengeschäft angeschlossen, das die landwirtschaftlichen Höfe der Umgebung versorgte und die auf ihnen arbeitende Bevölkerung. Im Mai 1905 wurde die „Materborner Spar- und Darlehns-Kassen-Vereins-Genossenschaft“ mit dem Sitz in Materborn beim Königlich Preußischen Amtsgericht zu Cleve ins Genossenschaftsregister eingetragen.
Folgende Fusionen fanden anschließend auf dem Weg zur heutigen Volksbank Kleverland statt:
- 1954 – Fusion der Spar- und Darlehnskasse Hasselt eGmbH mit dem Sitz in Hasselt mit der Spar- und Darlehnskasse eGmbH Kleve mit dem Sitz in Kleve
- 1954 – Fusion der Spar- und Darlehnskasse Kranenburg eGmbH mit dem Sitz in Kranenburg mit der Spar- und Darlehnskassenverein Frasselt eGmbH mit dem Sitz in Frasselt
- 1954 – Fusion der Spar- und Darlehnskasse Altkalkar eGmbH	mit dem Sitz in Altkalkar mit der Volksbank eGmbH Kalkar mit dem Sitz in Kalkar
- 1956 – Fusion der Spar- und Darlehnskasse Till-Moyland eGmbH mit dem Sitz in Till-Moyland mit der Volksbank eGmbH Kalkar
- 1957 – Fusion der Spar- und Darlehnskasse Griethausen eGmbH mit dem Sitz in Griethausen mit der Spar- und Darlehnskasse Kellen eGmbH mit dem Sitz in Kellen
- 1964 – Fusion der Spar- und Darlehnskasse eGmbH Kleve	mit der Spar- und Darlehnskasse Keeken eGmbH mit dem Sitz in Keeken
- 1965 – Fusion de Spar- und Darlehnskasse Kellen eGmbH	mit der Spar- und Darlehnskasse Warbeyen eGmbH mit dem Sitz in Warbeyen
- 1968 – Fusion der Spar- und Darlehnskasse Wissel eGmbH mit dem Sitz in Wissel mit der Volksbank eGmbH Kalkar
- 1969 – Fusion der Spar- und Darlehnskasse Emmericher Eyland eGmbH	mit dem Sitz in Emmericher Eyland mit der Volksbank eGmbH Kalkar zur Raiffeisen – Volksbank eGmbH Kalkar (der späteren Volksbank Kalkar eG)
- 1970 – Fusion der Spar- und Darlehnskasse eGmbH Kleve	mit der Spar- und Darlehnskasse Kellen eGmbH
- 1970 – Fusion der Spar- und Darlehnskasse Kranenburg eGmbH mit der Spar- und Darlehnskasse Mehr eGmbH mit dem Sitz in Mehr
- 1976 – Fusion der Spar- und Darlehnskasse eG Kleve mit der Spar- und Darlehnskasse eG Kranenburg zur Volksbank eG Kleve mit dem Sitz in Kleve
- 1995 – Fusion der Volksbank eG Kleve mit der Volksbank Kalkar eG zur Volksbank Kleverland eG

## Rechtsverhältnisse
Die Volksbank Kleverland eG ist im Genossenschaftsregister beim Amtsgericht Kleve unter GnR 104 eingetragen.

## Organisationsstruktur
Rechtsgrundlagen sind das Genossenschaftsgesetz und die durch die Vertreterversammlung beschlossene Satzung. Organe der Bank sind der Vorstand, der Aufsichtsrat und die Vertreterversammlung.

## Sicherungseinrichtung
Die Volksbank Kleverland eG ist der amtlich anerkannten Sicherungseinrichtung des Bundesverbandes der Deutschen Volksbanken und Raiffeisenbanken GmbH und der zusätzlichen freiwilligen Sicherungseinrichtung des Bundesverbandes der Deutschen Volksbanken und Raiffeisenbanken e.V. angeschlossen.

## Geschäftsausrichtung
Die Volksbank Kleverland eG betreibt das Universalbankgeschäft. Im Verbundgeschäft arbeitet sie mit der DZ Bank, R+V Versicherung, Bausparkasse Schwäbisch Hall, Teambank, VR Smart Finanz, DZ Hyp und der Union Investment zusammen.

## Geschäftsgebiet
Das Geschäftsgebiet liegt im Norden des Kreises Kleve südlich des Rheins.
An diesen Orten betreibt die Bank Filialen:
- Kleve (Hauptstelle, jur. Sitz plus eine SB-Geschäftsstelle)
- Bedburg-Hau (Geschäftsstelle)
- Kalkar (Geschäftsstelle)
- Kellen (Geschäftsstelle)
- Kranenburg (Geschäftsstelle)
- Marienbaum (Geschäftsstelle)
- Materborn (Geschäftsstelle)